# Family Circle Cup 2007
Il Family Circle Cup 2007 è stato un torneo di tennis giocato sulla terra verde.
È stata la 35ª edizione del Family Circle Cup, che fa parte della categoria Tier I nell'ambito del WTA Tour 2007.
Si è giocato al Family Circle Tennis Center di Charleston negli Stati Uniti dal 9 al 15 aprile 2007.

## Campionesse

### Singolare
Jelena Janković ha battuto in finale  Dinara Safina con il punteggio di 6–2, 6–2

### Doppio
Yan Zi /  Zheng Jie hanno battuto in finale  Peng Shuai /  Sun Tiantian con il punteggio di 7–5, 6–0